# Carla Bley
Carla Bley (Oakland, Califòrnia, 11 de maig de 1936 - Willow, Nova York, 17 d'octubre de 2023) va ser una compositora, cantant, saxofonista, teclista i arranjadora estatunidenca.

## Història
Va néixer en Oakland, Califòrnia, en 1936, sent els seus pares procedents de Suècia. El seu pare, Emil Borg, qui era professor de piano, organista i mestre del cor de l'església, va ser que li va introduir inicialment al cant i al piano. Als disset anys, abandona la seva família per anar a Nova York, on treballa intermitentment de pianista. "Quan vaig anar a Nova York va ser per la música, perquè la que a mi em fascinava no existia a San Francisco, que era el centre cultural més proper al meu poble", afirma ella mateixa en una entrevista. A la gran ciutat, comença venent tabac en clubs de jazz, amb la intenció de poder escoltar la música de l'escena novaiorquesa alhora que treballava. Va ser així que va aprendre el llenguatge i estil d'aquesta música, i també va ser testimoni dels començaments del free jazz. Posteriorment, acaba component i treballant per a músics com, entre d'altres, Jimmy Giuffre, George Russell, Art Farmer, Charles Moffett, Pharoah Sanders i Paul Bley, amb qui es casa el 1957.
Carla va continuar compaginant la música amb altres activitats (teatre, disseny, etc.) fins al 1964, any en què s'adhereix a la Jazz Composer's Guild, creada per Bill Dixon. És important destacar la seva estada en l'associació, doncs mostra com ella, entre altres dones, aporta molt al territori social i musical del jazz. No obstant, la influència que té The Guild sobre el panorama musical dels anys 60 no atribueix gaire mèrit ni reconeixement a les dones del cercle, sinó que les segueix apartant del mainstream principal del jazz de l'època. Així i tot, Bley aprofita els coneixements adquirits a l'associació i l'any 1965, juntament amb Michael Mantler, el seu segon marit i amb qui té la seva única filla, Karen (1966), forma la Jazz Composer's Orchestra, una de les promotores principals de músics de les dècades 60 i 70. Amb aquesta associació viatja per Europa, on coneix Peter Brötzmann: forma amb ell, Mantler i Steve Lacy un quintet que obté gran reconeixement.
El 1967 presenta A Genuine Tong Funeral, un cicle de peces gravades amb Gary Burton Quartet que posteriorment compon i arranja per la Charlie Haden's Liberation Music Orchestra (1969). Entre el 1968 i el 1972 emprèn la composició de la seva obra més rellevant, l'eclèctica "òpera jazz" Escalator over the hill (1971), sobre un llibret de Paul Hines, que es grava amb la col·laboració també de la Charlie Haden's Liberation Music Orchestra. El 1974 Keith Jarrett estrenarà la seva obra 3/4 per a piano i orquestra, que també serà interpretada per Ursula Oppens i Frederic Rzewski.
A mitjans de la dècada del 1980, continua component per a petits conjunts especialment sextets, d'on sortirà l'àlbum Sextet, i escriu Coppertone com a encàrrec de la Lincoln Center Chamber Music Society. Altres treballs del període són Continuoso, una fanfàrria per a la Huston SO, i unes peces per a piano, Romantic Notions, per a Ursula Oppens. Desenvolupa diversos projectes amb la Vienna Art Orchestra, el pianista Larry Willis, el contrabaixista Steve Swallow o el guitarrista Jack Bruce, per a qui compon la miniòpera Under the Volcano. També compon la banda sonora de la pel·lícula Mortelle randonné (1985).
El 1989 funda la Big Carla Bley Band i compon les seves pròpies peces per a big band per a la Berlin Contemporary Jazz Orchestra (All Fall Down, 1989). Juntament amb el contrabaixista Steve Swallow emprèn una gira per Europa i Japó, amb qui gravarà els àlbums Duets i Go Together.
Bley va rebre en 1972 el premi Guggenheim Fellowship de composició musical i, un any després, la seva obra Escalator Over The Hill li faria guanyar el premi French Oscar du Disque de Jazz. En 1995, el seu àlbum Big Band Theory va ser nominat a un Grammy en la categoria de Millor Àlbum de Big Band. Finalment, en 2015, Bley va rebre el premi NEA Jazz Masters.
Personalment, Carla Bley sempre va intentar mantenir la seva vida privada en la intimitat. Com molts altres músics, la música va ser per a ella el seu lloc d'expressió principal de cara als altres, pel que no es coneix gaire sobre ella fora d'un context musical. De fet, a una entrevista duta a terme per The NYU Jazz Interview Series, ella mateixa es descriu com una persona tímida i introvertida. "Sóc tímida. Em sento tímida parlant amb tu però mai em sento tímida quan soc al piano".
En 2018 va ser diagnosticada amb càncer de cervell. Va morir als 87 anys en la seva llar en Willow, New York, el 17 d'octubre de 2023.

## Estil
Tant com a compositora com com a instrumentista, Carla Bley ha anat evolucionant, de vegades amb bruscs girs en les seves concepcions, des del free jazz a la fusió d'estils pròpia de les seves últimes obres, passant pel jazz rock i un cert tipus de música europea contemporània, sense perdre mai l'evident influència de Kurt Weill. En els anys 80, liquida els seus deutes amb el blues i comença a electrificar la seva música, prescindint de metalls i introduint sintetitzadors i guitarres amplificades.
Especialment, són reconeguts els seus papers de compositora i líder de banda, actua com a catalizadora de les idees col·lectives i impulsa un gran nombre de joves talents. Destaca pel seu ampli ventall d'estils i les seves millors composicions es caracteritzen per un esperit de paròdia i humor sarcàstic.
Instrumentalment ha compost per a múltiples i diverses formacions, començant per formació a trio i arribant (amb un ampli recorregut entremig) fins a big band. Destaca també per incloure instruments poc freqüentats en combos petits, com podria ser la veu (fent melodies sense lletra i poc melòdiques) o el trombó. De fet, ella reconeix una estima particular cap a aquest darrer instrument, doncs de petita anava molt a l'església amb el seu pare, i el trombó era l'instrument amb més pes durant les cerimònies.
És acreditada per haver marcat l'escriptura de la música contemporània, doncs la seva estètica i les tècniques que utilitza resulten en una síntesi clara de les innovacions que sonen en el jazz corrent de l'època. Havent estat lligada al jazz des de ben petita, la riquesa auditiva que adquireix durant els anys li permet aportar una visió molt plena i completa a l'hora de compondre. Amplia el ventall de possibilitats harmòniques anant més enllà de la tonalitat: usa la bitonalitat o busca que els canvis entre acords siguin cromàtics, D'aquesta manera aconsegueix un joc harmònic imprevisible i variat. Rítmicament busca el mateix camí cap a la sorpresa, utilitzant figures que porten la melodia a llocs inesperats del compàs. Poques vegades el ritme marca terra, sinó que majoritàriament flota una mica entre temps febles del compàs. Juga també amb canvis de tempo i de compàs sobtats. Evita caure en estructures habituals, afegint compassos o ometent-los, i fent el mateix amb les seccions. Es pot dir, en conclusió, que intenta sortir de lo ordinari en tots els àmbits de la música que escriu, i això la fa ser una de les compositores més originals fins avui en dia.
A més dels himnes i cançons d'església que Carla va escoltar durant la seva infància, ella mateixa va reconèixer haver estat influenciada pels Beatles, Ornette Coleman, així com Eric Satie. Van ser aquestes influències les que van dotar la seva música d'orquestra d'un toc més pròxim al so Europeu que a l'Afro-Americà.

## Discografia

### Com a líder
- ECM/2487 Andando El Tiempo
- ECM/2287 Trios
- Watt/35 Carla’s Christmas Carols
- Watt/33 Appearing Nightly
- Watt/34 The Lost Chords Find Paolo Fresu
- Watt/32 The Lost Chords
- Watt/31 Looking For America
- Watt/30 4x4
- Watt/29 Are We There Yet?
- Watt/28 Fancy Chamber Music
- Watt/27 Goes to Church
- Watt/26 Songs With Legs
- Watt/25 Big Band Theory
- Watt/24 Go Together
- Watt/23 The Very Big Carla Bley Band
- Watt/21 Fleur Carnivore
- Watt/20 Duets
- Watt/17 Sextet
- Watt/16 Night-Glo
- Watt/14 Heavy Heart
- Watt/12-1/2 I Hate To Sing
- Watt/12 Live!
- Phonogram Mortelle Randonnee
- Watt/11 Social Studies
- Watt/09 Musique Mecanique
- Watt/08 European Tour 1977
- Watt/06 Dinner Music
- Watt/01 Tropic Appetites
- JCOA Escalator Over The Hill

### Altres col·laboracions
- Impulse - Charlie Haden's Liberation Music Orchestra, Time/Life
- XtraWatt/13 - Steve Swallow, Into The Woodwork
- Verve France - Charlie Haden, Not In Our Name
- Virgin Classics - Karen Mantler’s Pet Project
- XtraWatt/02 - Steve Swallow, Carla
- Blue Note - Charlie Haden, Dreamkeeper
- A&M - Various Artists, Lost In The Stars, The Music of Kurt Weill
- A&M - Various Artists, That’s The Way I Feel Now, A Tribute To Thelonius Monk
- Celluloid - Golden Palominos, Drunk With Passion
- Hannibal - Various Artists, Amarcord Nino Rota
- CBS - Nick Mason, Fictitious Sports
- ECM - Charlie Haden, Ballad of The Fallen
- Watt/03 - Michael Mantler, 13 & 3/4
- JCOA - Michael Mantler, The Jazz Composer’s Orchestra
- Impulse - Charlie Haden, Liberation Music Orchestra
- Fontana - Michael Mantler, Jazz Realities
- RCA -Gary Burton, A Genuine Tong Funeral